# ノーンブワ・ピッチャヤFC
ノーンブワ・ピッチャヤFC (สโมสรฟุตบอลหนองบัว พิชญ, Nongbua Pitchaya Football Club) は、タイ王国のノーンブワラムプー県ムアンノーンブワラムプー郡をホームタウンとするプロサッカークラブ。

## 概要
2010年、ノーンブワラムプー県のスポーツ協会によって設立された。タイ王国発電公社 (EGAT) がスポンサーだったことからクラブ名は「EGATノーンブワラムプー・ユナイテッド」と名付けられ、当時のノーンブワラムプー市長がクラブの初代会長に就任した。ノーンブワラムプー県競技場を本拠として当時の3部リーグであったリージョナルリーグ・ディヴィジョン2に参戦した。EGATは2010年限りでスポンサーを降りたため、翌2011年にクラブはノーンブワラムプーFCに改名した。2014年途中に地元の私立大学のオーナーがクラブを買収し、2015年に現在のクラブ名に改名した。
2017年にタイ・リーグ2に昇格。
2019年にサッカー専用スタジアムとなるピッチャヤスタジアムの建設が始まり、2020年から使用が開始された。
2020-21シーズンにはリーグ優勝を果たしてタイ・リーグ1への昇格が決まった。

## 現所属メンバー
2025年1月17日現在
※星印は外国人選手を示す。
監督
- スクリット・ヨーティー

## 過去の成績
| シーズン | リーグ       | リーグ | リーグ | リーグ | リーグ | リーグ | リーグ | リーグ | リーグ | FAカップ     | リーグカップ |
| シーズン | ディビジョン | 試     | 勝     | 分     | 敗     | 得     | 失     | 点     | 順位   | FAカップ     | リーグカップ |
| -------- | ------------ | ------ | ------ | ------ | ------ | ------ | ------ | ------ | ------ | ------------ | ------------ |
| 2017     | T2           | 32     | 10     | 11     | 11     | 45     | 47     | 41     | 8位    | 準々決勝敗退 | 2回戦敗退    |
| 2018     | T2           | 28     | 12     | 9      | 7      | 32     | 35     | 45     | 5位    | 1回戦敗退    | 1回戦敗退    |
| 2019     | T2           | 34     | 12     | 10     | 12     | 43     | 42     | 46     | 9位    | 2回戦敗退    | 準決勝敗退   |
| 2020-21  | T2           | 34     | 21     | 12     | 1      | 63     | 16     | 75     | 1位    | 3回戦敗退    | –            |
| 2021-22  | T1           | 30     | 13     | 8      | 9      | 42     | 35     | 47     | 6位    | 準々決勝敗退 | ベスト16     |
| 2022-23  | T1           | 30     | 5      | 6      | 19     | 27     | 47     | 21     | 15位   | 3回戦敗退    | ベスト16     |
| 2023-24  | T2           | 34     | 22     | 6      | 6      | 80     | 39     | 72     | 2位    |              |              |

## 歴代所属選手
- 地頭薗雅弥 2017-2018
- イズワン・マハブド 2018-2019
- ロドリゴ・マラニョン 2019
- 趙晟桓 2020
- マーハーン・ラフマーニー 2021
- アマニ・アギナルド 2021-2022

## 歴代監督
- 神戸清雄 2019